# Robert F. Kennedy Bridge
Robert F. Kennedy Bridge je visutý most přes řeku East River v New Yorku. Most slouží v osmiproudé dálnici Interstate 278. Jeho délka činí 847 metrů a šířka 30 metrů. Byl otevřen 11. července 1936.